# Николай Петров (лекар)
Вижте пояснителната страница за други личности с името Николай Петров.
Николай Кирилов Петров е български военен лекар (генерал-майор), професор, член-кореспондент на БАН. В периода 2014 - 2017 г. е началник на Военномедицинска академия. Два пъти е министър на здравеопазването: през 2013 г. в състава на служебното правителство на Марин Райков и през 2017 г. в третото правителство на Бойко Борисов.

## Биография
Роден е на 29 август 1959 г. в град Средец, България. Той е семеен, с три деца.
Николай Петров завършва медицина във ВМИ Варна през 1985 г. През 1991 г. придобива специалност по „Анестезиология, реанимация и интензивно лечение“.
През периода 1995 – 1996 г. специализира невроанестезия и неврореанимация в Париж. През 2002 г. завършва курс по „Реанимация и интензивна медицина при медицинското осигуряване на международни военни мисии на НАТО“ в Бордо. През 2003 г. преминава обучение по „Регионална и проводна анестезия“ в Стасбург. През 2004 г. в Швейцария завършва курс на НАТО на тема „Международно право на военните конфликти“.
Придобива образователна и научна степен доктор през 2001 г. с дисертационен труд на тема „Проблеми на преоперативната кръвозагуба при неврохирургични интервенции и възможности за нейното компенсиране с автоложна кръв“. През 2011 г. защитава втора дисертация – за научна степен доктор на медицинските науки на тема „Мултимодален мониторинг и интензивно лечение при тежки черепномозъчни травми“.
През 2007 г. придобива втора магистърска степен по специалността „Обществено здраве и здравен мениджмънт“ в Медицински университет – София. През 2008 г. придобива втора специалност – „Спешна медицина“.

## Професионална кариера
В периода 1989 – 1991 г. работи като клиничен ординатор; началник на Отделение по анестезиология, реанимация и интензивно лечение във Военна болница, Бургас (1991 – 1992 г.). Между 1992 и 2004 г. е последователно ординатор, асистент, старши и главен асистент във Военномедицинска академия, МБАЛ – София.
През 2002 г., след конкурс, е избран за доцент, а през 2012 г. за професор.
От 2004 г. е началник „Катедра по Анестезиология, реанимация и интензивно лечение“ към Военномедицинска академия, МБАЛ – София и е републикански консултант по анестезиология, реанимация и интензивно лечение. От 2004 г. е национален консултант по анестезиология и интензивно лечение.
От 2008 г. е президент на българското дружество по парентерално и ентерално хранене; от 2009 г. – президент на Дружеството на анестезиолозите в България. С указ № 140 от 31 май 2014 г. е назначен на длъжността началник на Военномедицинската академия и удостоен с висше офицерско звание бригаден генерал, считано от 3 юни 2014 г.
На 30 април 2015 г. е удостоен с висше военно звание генерал-майор, считано от 3 юни 2015 г. На 3 май 2017 г. генерал-майор Николай Петров е освободен от длъжността „Началник на Военномедицинската академия“ и от военна служба.
Автор на 4 и съавтор на 10 книги и 170 публикации в сферата на научната и медицинска литература.
Николай Петров е ръководител на проект „Клинично тестване на Diprivan за седация при пациенти след неврохирургични операции“ (2001 г.) и главен изследовател в две проучвания: BAP 00307 (2005 г.) и BAYER-11976 (2007 г.).
През 2023 г. е избран за професор и в Университета „Проф. д-р Асен Златаров“ – Бургас.

### Членства
- Българско дружество по парентерално и ентерално хранене (президент от 2008 г.);
- Дружество на анестезиолозите в България (президент от 2009 г.);
- Европейска асоциация по Анестезиология и интензивно лечение – ESA (от 2004 г.);
- Европейска асоциация по парентерално и ентерално хранене – ESPEN (от 2004 г.);
- Европейска асоциация по интензивна медицина – ESICM (от 2006 г.);
- Американска асоциация на анестезиолозите – ASA (от 2008 г.).

### Награди и отличия
- През 2012 г. е избран за „Лекар на годината“;
- През 2014 г. получава почетен знак на Министерство на отбраната „Свети Георги“ – II степен[9];
- През 2015 г. е награден с орден Стара планина първа степен[10].

## Министър на здравеопазването
В периода 13 март 2013 – 29 май 2013 Николай Петров е министър на здравеопазването в състава на служебното правителство на Марин Райков. От 4 май до 10 ноември 2017 г. отново е министър на здравеопазването – в правителството на ГЕРБ и Обединените патриоти. Подава оставка в края на октомври 2017 г.